# 1361
سنة 1361 كانت سنة بسيطة تبدأ يوم الجمعة (الرابط يظهر نموذج التقويم الكامل للسنة) من التقويم اليولياني.

## مواليد
- بايزيد الأول
- بدر الدين العيني

## وفيات
- أبو سالم إبراهيم بن علي
- الآدر الكريمة
- الناصر بدر الدين حسن سلطان مملوكي
- بلانكا دي بوربون
- فيليب الأول، دوق بورغندي
- ماريا دي باديلا عشيقة بيدرو ملك قشتالة
- يوهانس تاولر كاتب ألماني